# Kawthaung
Kawthaung (in birmano ကော့သောင်းမြို့; in thailandese เกาะสอง; in malese Pulodua) è una città della Birmania meridionale, al confine con la Thailandia, conosciuta fino al 1948 con il nome di Victoria Point.
Si trova lungo la costa sul mar delle Andamane ed il punto più a sud della Birmania. 
Amministrativamente fa parte della Divisione del Tenasserim.
La maggioranza dei suoi abitanti è di etnia Bamar ma sono presenti minoranze di Shan, Karen e Mon. Le isole su cui si affaccia la città sono abitate dai Moken, detti anche zingari di mare. La lingua più parlata è il birmano, seguito dal thai.
La popolazione vive prevalentemente di pesca e di agricoltura, mentre si sono da tempo esaurite le risorse minerarie sfruttate negli anni ottanta. Dagli inizi del XXI secolo hanno cominciato a svilupparsi alcune attività turistiche.
La vicinanza con il confine thailandese rende Kawthaung una città particolare nel contesto della Birmania, con un notevole interscambio di merci, parte del quale avviene illegalmente. Dalla frontiera thailandese sono entrati in Birmania alcuni prodotti occidentali in violazione delle sanzioni imposte da USA e Unione europea al governo di Naypyidaw, mentre l'export illecito verso la Thailandia è basato soprattutto sul traffico di droga (sostanze oppiacee e metanfetamine prodotte nel Triangolo d'oro e destinate alle località turistiche thailandesi).
La rotta tra Kawthaung e la confinante cittadina thailandese di Ranong, che si trova sulla sponda opposta dell'estuario del fiume Kraburi, è percorsa anche dai trafficanti di immigrati birmani verso la Thailandia.
Grazie alla rete di telefonia mobile thailandese che sconfina verso nord, a Kawthaung si può comunicare via cellulare con l'estero senza passare attraverso le costose e complesse pratiche imposte dal regime birmano alla telefonia mobile.
Inoltre Kawthaung è visitata dagli stranieri che non sono muniti di regolare visto per l'ingresso in Birmania, vi si può accedere pagando 500 baht o 10 dollari al posto di frontiera e al ritorno in Thailandia si ottiene un nuovo visto. In tal caso, ci si può muovere dalla città solo nel raggio di pochi chilometri. Di solito tale visto viene fatto dai turisti che vogliono protrarre la loro vacanza in Thailandia.
Al largo di Kawthaung si estende l'Arcipelago di Mergui, formato da 800 isole di una bellezza straordinaria non contaminata dal turismo. Verso la fine del XX secolo sono iniziate le prime visite di turisti che possono raggiungere le isole per escursioni giornaliere con i pacchetti turistici offerti dalle agenzie di Ranong e Phuket agli appassionati di immersioni subacquee. 
Kawthaung è stata tra le città birmane più colpite dallo tsunami del 26 dicembre 2004.